# 伊萬尼夫卡 (梅利托波爾區)
46°50′30″N 35°55′14″E / 46.84167°N 35.92056°E
伊萬尼夫卡（烏克蘭語：Іванівка）是位於烏克蘭東南部的村莊，由扎波羅熱州梅利托波爾區的新瓦西列夫卡市鎮負責管轄。該村處於梅特羅茲利河畔，始建於1960年，面積0.6平方公里，海拔高度43米，2001年人口96。